# Mas de Melons
La zona humida Mas de Melons, de 0,42 Ha, està formada per una petita bassa natural que arriba a assecar-se els mesos més eixuts. Contrasta notablement amb el paisatge estèpic de l'entorn, molt àrid. La bassa s'utilitza per a finalitats agràries, bàsicament com a abeurador de bestiar, i recull les aigües d'una conca molt reduïda.
A la bassa s'hi ha format un petit canyissar, envoltat de grans exemplars de Retama sphaerocarpa, constituint una mena de bosquina baixa. Als marges creixen matollars halonitròfils de siscall (Salsola vermiculata) i salat blanc (Atriplex halimus) i brolles calcícoles de romaní. Pel que fa als hàbitats d'interès comunitari, a la zona apareix l'hàbitat 1430 Matollars halonitròfils (Pegano-Salsoletea). Pel que fa a la fauna, la bassa és d'interès per a les poblacions d'amfibis i com a punt d'abeurament de la fauna salvatge.
Aquesta zona humida està inclosa dins l'espai del PEIN "Mas de Melons" i dins l'espai de la xarxa Natura 2000 ES0000021 "Secans de Mas de Melons-Alfés". També està declarada Reserva Natural Parcial "el Mas de Melons", per protegir els ocells estèpics sisó, ganga, xurra, torlit i esparver cendrós (segons Decret 123/1987 de 12 març, de declaració de reserves naturals parcials per a la protecció d'espècies animals en perill de desaparició a Catalunya, publicat al DOGC 833 de 29/4/1987).